# هاينريش بار
هاينريش بار تُلفظ بالألمانية: [ˈhaɪnʁɪç bɛːɐ̯] ؛ 25 مايو 1913   - 28 أبريل 1957) كان طيار بطلألماني في سلاح الجو النازي لوفتفافه الذي خدم طوال الحرب العالمية الثانية في أوروبا.  طار بير فب أكثر من ألف مهمة قتالية، وقاتل في المسارح الغربية والشرقية والمتوسطية. في 18 مناسبة، نجا من إسقاطه، ووفقًا لسجلات في الأرشيف الألماني الفيدرالي، ادعى أنه أسقط 228 طائرة معادية وحصل على 208 انتصار جوي، 16 منها كانت في طائرة مقاتلة من طراز مسرشميت مي 262 والتي اعتبرت في ذلك الوقت من أصعب واعقد الطائرة لقيادتها.
هو من مواليد ولاية سكسونيا، انضم إلى الرايخويهر في عام 1934 ونقل إلى سلاح الجو في عام 1935. خدم أولاً كميكانيكي، ثم كطيار على متن طائرات النقل، تم تدريبه بشكل غير رسمي كطيار مقاتل. أعلن فوزه الجوي الأول في سبتمبر 1939 على الحدود الفرنسية. بحلول نهاية معركة بريطانيا، ارتفع عدد انتصاراته إلى 17. نقل إلى الجبهة الشرقية للمشاركة في عملية بارباروسا، سرعان ما حقق المزيد من الانتصارات، وهو الإنجاز الذي حصل بناءا عليه على وسام الفارس الصليبي الحديدي مع أوراق البلوط والسيوف ل 90 انتصار جوي في فبراير 1942.
خلال الفترة المتبقية من الحرب العالمية الثانية، حقق 130 انتصارًا جويًا آخر، بما في ذلك 16 منهم أثناء قيامه برحلة واحدة من أولى الطائرات المقاتلة، مي 262، وهو إنجاز كان من شأنه أن يكسبه عادة وسام الفارس الصليبي الحديدي بأوراق البلوط والسيوف والماس.  كره هيرمان جورينج الشخصي بار، إلى جانب شخصيته المتمردة وعدم انضباطه العسكري، حرمه من هذه الجائزة. بعد الحرب العالمية الثانية، واصل بير مسيرته كطيار. قُتل في حادث طيران في 28 أبريل 1957 بالقرب من براونشفايغ.

## حياته
ولد بير في 25 مايو 1913 في سومرفيلد بالقرب من لايبزيغ في مملكة ساكسونيا، وهي دولة فيدرالية للإمبراطورية الألمانية.  كان والداه مزارعين، وفي عام 1916، قُتل والده أثناء القتال على الجبهة الغربية للحرب العالمية الأولى. حضر بير فولكسشول، وهي مدرسة ابتدائية وثانوية مشتركة في سومرفيلد. بار كان ساكسونيا فخور بلكنته الألمانية السميكة انضم إلى رايشزوهر والتي تترجم حرفيا إلى قوات الدفاع عن الرايخ في عام 1934 ونقل إلى اللوفتوافه في عام 1935 في البداية كميكانيكي تمكن تدريجيا من تجريب طائرات النقل في حين تدريب بشكل غير رسمي على قادة الطائرات المقاتلة. وقد حقق أول انتصار جوي له على الحدود الفرنسية في مناوشة في سبتمبر 1939.
من تلك اللحظة أصبح بار من ابرز الطيارين ضمن سلاح جو الألماني خلال معركة بريطانيا وصلت درجته 17. عندما بدأ غزو الاتحاد السوفيتي نقل بار إلى الجبهة الشرقية حيث حقق المزيد من النتصارات. خلال السنوات الأخيرة من الحرب حلق بار في المقاتلة مي 262 محققا خلالها 17 انتصارا. في نهاية الحرب في 4 مايو 1945، أمر بار الطيارين بالاستسلام بعد تدمير طائراتهم من طراز مي 262 لم يتم تنفيذ الامر من قبل ضباطه القياديين وأطلق عليه الرصاص بسبب الخيانة ولكنه تجنب الموت واستسلم ونجا من الحرب. 

## ملخص الوظيفي

### تواريخ الرتبة
| 4 أبريل 1934:  | جفيتر                                                     |
| 1 أكتوبر 1939: | فلدويبيل                                                  |
| 1 أغسطس 1940:  | لوتنانت (ملازم ثان)، تاريخ 1 مايو 1940                    |
| 14 أغسطس 1941: | Oberleutnant (ملازم أول)، برتبة عمر مؤرخة في 1 أغسطس 1941 |
| 1 ديسمبر 1941: | هاوبمان (نقيب) في 1 سبتمبر 1941                           |
| 1 مارس 1943:   | الرائد (الرائد)، بتاريخ 1 سبتمبر 1942                     |
| 1 يناير 1945:  | أوبرسلوبمينت (ملازم أول)                                  |

### اقتباسات
1. ↑  Spick 1996.
2. ↑  Toliver & Constable 1998.
3. ↑  Stockert 2012، صفحة 182.
4. ↑  In 1933, Sommerfeld was دمج with Engelsdorf, which in 1999 became part of Leipzig.[3]
5. 1 2 3 4 5 6 7 8  Stockert 2012.
6. ↑  Bergström & Mikhailov 2000.